# دایکی یواماسا
دایکی یواماسا (به انگلیسی: Daiki Iwamasa) بازیکن فوتبال اهل ژاپن و عضو تیم ملی فوتبال ژاپن است که در تاریخ ۱۰ اکتبر ۲۰۰۹ میلادی اولین بازی ملی‌اش را انجام داد. او در ۸ بازی ملی حضور داشت و آخرین بازی ملی خود را در تاریخ ۲۹ ژانویه ۲۰۱۱ میلادی انجام داد. دایکی یواماسا در بازی‌های ملی‌اش
گلی به ثمر نرساند.